# Монтереј (Кентаки)
Монтереј (енгл. Monterey) град је у америчкој савезној држави Кентаки.

## Демографија
По попису из 2010. године број становника је 138, што је 29 (-17,4%) становника мање него 2000. године.
| Група             | 2000.       | 2010.       |
| Белци             | 163 (97,6%) | 136 (98,6%) |
| Афроамериканци    | 0 (0,0%)    | 0 (0,0%)    |
| Азијати           | 1 (0,6%)    | 0 (0,0%)    |
| Хиспаноамериканци | 0 (0,0%)    | 2 (1,4%)    |
| Укупно            | 167         | 138         |